# لوحة التحكم

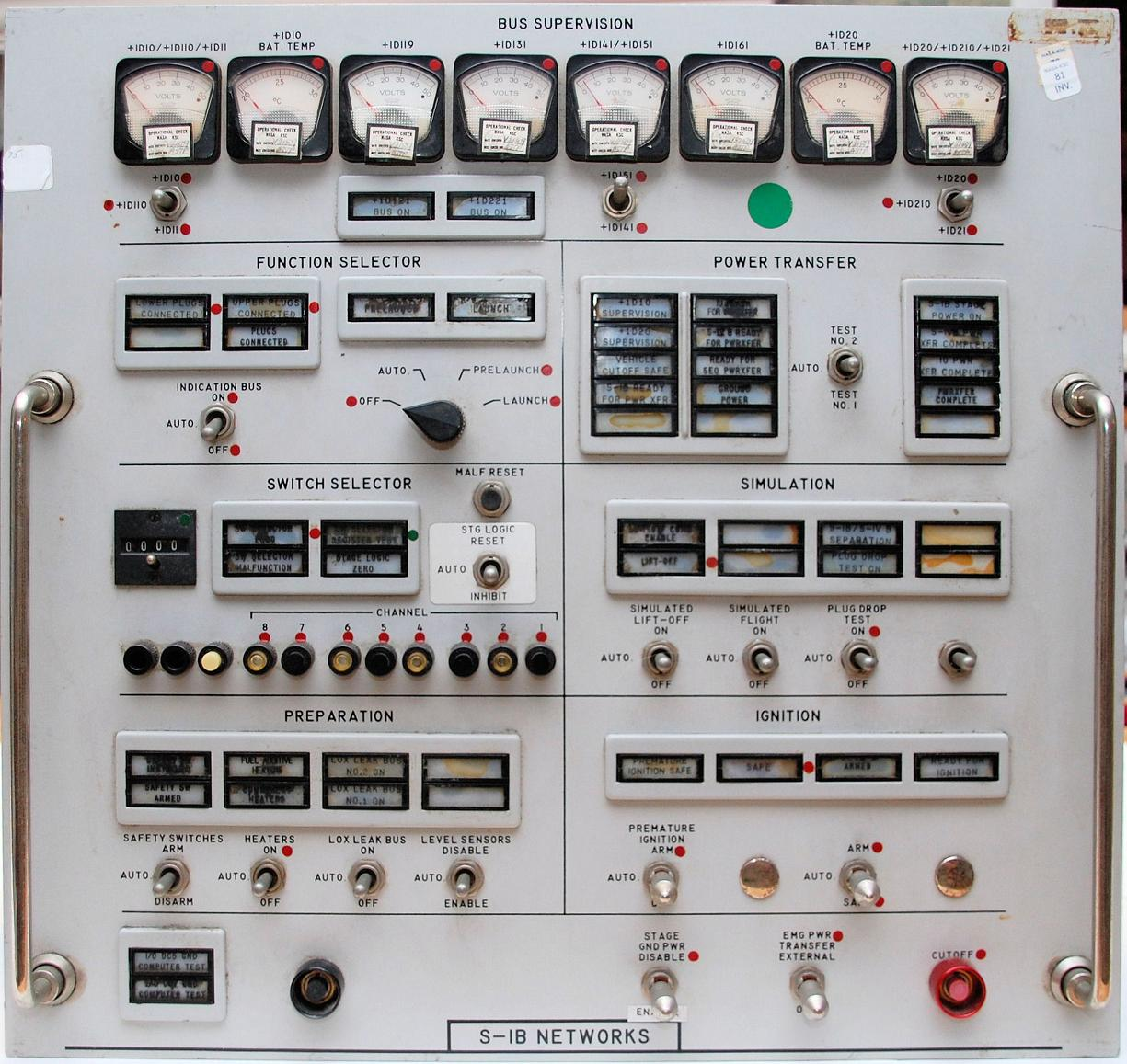
لوحة التحكم في إحدى المحطات

لوحة التحكم هي لوحة مسطحة، وغالبا عمودية، وتكون إما أداة رصد أو أداة تحكم.
وتوجد في المصانع لرصد ومراقبة الآلات أو خطوط الإنتاج، وتوجد أيضا في محطات الطاقة النووية، والسفن، والطائرات، وأجهزة الكمبيوتر المركزية.
وكانت لوحات التحكم القديمة تعمل بأزرار الدفع وأدوات نظرية (غير رقمية)، أما الآن فهي تعمل بأجهزة أكثر تطورا ك الشاشات التي تعمل باللمس.